# Massao Okinaka
Massao Okinaka (Kioto, 27 de março de 1913 ---  São Paulo, 28 de julho de 2000) foi um pintor, desenhista e professor nascido no Japão que decidiu radicar-se na capital paulista e aí exercer sua atividade artística.
Iniciou os estudos de arte em seu país natal. Cursou a Escola de 
Belas Artes de Kansai, onde teve como professores Kuroda Jyutaro e
Narahara Kenzo. Com Onishi Kakyo aprende os fundamentos da antiquíssima arte denominada sumi-ê que introduziu e divulgou no Brasil.
Em 1932 emigra para o Brasil, escolhendo a cidade de Lins para residir. Terminada a Segunda Guerra, puderam os pintores nipo-brasileiros reabrir o grupo Seibi-kai. Uns dos primeiros a aderir ao renascido grupo foi Okinaka, em 30 de março de 1947.